# Болтик (Південна Дакота)
Болтик (англ. Baltic) — місто (англ. city) в США, в окрузі Міннігага штату Південна Дакота. Населення — 1246 осіб (2020).

## Географія
Болтик розташований за координатами 43°45′38″ пн. ш. 96°44′13″ зх. д. / 43.76056° пн. ш. 96.73694° зх. д. (43.760606, -96.736942).  За даними Бюро перепису населення США в 2010 році місто мало площу 1,98 км², з яких 1,93 км² — суходіл та 0,05 км² — водойми.

## Демографія
Згідно з переписом 2010 року, у місті мешкало 1089 осіб у 389 домогосподарствах у складі 302 родин. Густота населення становила 550 осіб/км².  Було 409 помешкань (206/км²).
Расовий склад населення:
| - 95,4 % — білих - 0,9 % — корінних американців - 0,5 % — чорних або афроамериканців - 2,1 % — осіб інших рас |

До двох чи більше рас належало 1,1 %. Частка іспаномовних становила 2,2 % від усіх жителів.
За віковим діапазоном населення розподілялося таким чином: 32,8 % — особи молодші 18 років, 61,0 % — особи у віці 18—64 років, 6,2 % — особи у віці 65 років та старші. Медіана віку мешканця становила 30,9 року. На 100 осіб жіночої статі у місті припадало 103,9 чоловіків;  на 100 жінок у віці від 18 років та старших — 97,3 чоловіків також старших 18 років.
Середній дохід на одне домашнє господарство  становив 65 942 долари США (медіана — 65 438), а середній дохід на одну сім'ю — 70 639 доларів (медіана — 71 250). Медіана доходів становила 42 132 долари для чоловіків та 33 000 доларів для жінок. За межею бідності перебувало 12,3 % осіб, у тому числі 16,9 % дітей у віці до 18 років та 14,5 % осіб у віці 65 років та старших.
Цивільне працевлаштоване населення становило 611 осіб. Основні галузі зайнятості: освіта, охорона здоров'я та соціальна допомога — 19,6 %, фінанси, страхування та нерухомість — 12,6 %, виробництво — 12,4 %.